# 唐芯
唐芯一号（Tangsic1），由西安优势微电子公司开发，是中国首个有自主知识产权的物联网核心芯片，在西安举行的第四届中国民营科技产品博览会上发布，是2.4GHz超低功耗射频可编程片上系统，集射频无线收发、数字基带、数据处理于一体，可以应用到无线传感网、无线个域网、有源电子标签（RFID）、短距离无线互联系统等物联网组成部分中。